# لبخند (فیلم ۲۰۰۹)
«لبخند» (انگلیسی: Smile (2009 film)) فیلمی در ژانر ترسناک است که در سال ۲۰۰۹ منتشر شد. از بازیگران آن می‌توان به آرماند آسانته اشاره کرد.